# Fernando Velázquez (compositor)
Fernando Velázquez Sáiz (Guecho, Vizcaya; 22 de noviembre de 1976) es un compositor de música para cine, televisión y teatro, creador de música de concierto, director de orquesta y violonchelista español. Entre sus obras más conocidas están las de las películas de Juan Antonio Bayona El orfanato, Lo imposible y Un monstruo viene a verme, por la que ganó el Premio Goya a la Mejor Música original en 2017.

## Biografía
Hijo de una profesora de Derecho y de un catedrático de Literatura, empezó en la música en los conservatorios de su localidad natal, Guecho, para luego seguir en Bilbao y Vitoria. También estudió composición en París y Madrid. En 1998, se licenció en Historia por la Universidad de Deusto. Como músico ha sido violonchelista durante dos años en la Orquesta de Cámara Santa Cecilia (1995-1997), en la Edinburgh University Music Society Symphonic Orchestra (1998) y la Joven Orquesta del País Vasco entre 1999 y el año 2004. Posteriormente ha colaborado con la Orquesta Sinfónica de Euskadi y la Orquesta Sinfónica de Madrid.
En 1999, empezó su carrera como compositor de bandas sonoras. Sus primeros trabajos fuera para el realizador Koldo Serra, con el cual ha trabajado habitualmente, en los cortometrajes Amor de madre y El trabajo. Posteriormente colaboró con Juan Antonio Bayona en El hombre esponja (2002) o con Nacho Vigalondo en 7:35 de la mañana (2003).
En el año 2006 dio el salto a los largometrajes participando en El síndrome de Svensson de Kepa Sojo y Bosque de sombras de Koldo Serra. Al año siguiente, su trabajo en El orfanato le generó sus primeros reconocimientos. Ese mismo año realizó su primer trabajo en televisión, para la serie Gominolas. Algo que repetiría en 2010, en Karabudjan. Puso también la música a Lope del director brasileño Andrucha Waddington y a Los ojos de Julia de Guillem Morales producida por Guillermo del Toro, el mismo que había producido El orfanato.
Desde entonces, además de seguir componiendo para grandes éxitos cinematográficos (Lo imposible, Un monstruo viene a verme, Mamá, Ocho apellidos vascos, Hércules, El secreto de Marrowbone, Superlópez, Poderoso Victoria, ...) y series de televisión (Diablero, La otra mirada, Patria, El inocente, Alma, ...) ha intensificado su trabajo en producciones teatrales, destacando su trabajo con el dramaturgo y director del Centro Dramático Nacional Alfredo Sanzol (El Gollem, El bar que se tragó a todos los españoles, La ternura, ...). Su música audiovisual está publicada en discográficas como Quartet Records, Varesse Sarabande, etc.
Además de su intenso trabajo en el ámbito audiovisual y de las artes escénicas, realiza un importante trabajo de composición de música sinfónica de concierto, entre las que destacan obras como su Concierto para violonchelo y orquesta (grabado en 2020 con Johannes Moser y Euskadiko Orkestra para el sello Pentatone), Humanity at music (una cantata traducida a varios idiomas y convertida en el himno internacional del cooperativismo), el Concierto para trombón y orquesta (grabado por Ximo Vicedo en 2020), la Cantata de Estío, Viento del Oeste, Gabon dut anunzio, Piano espressivo, etc.
Así mismo, ha producido música y conciertos en directo de Amancio Prada, Ken Zazpi, Raphael, Doctor Deseo, Pasión Vega, Zea Mays y El Drogas, Huntza, En Tol Sarmiento, Rozalén, entre muchos otros.
Como director de orquesta ha dirigido a la  Philharmonia Orchestra de Londres, la London Metropolitan Orchestra, la Orquesta Nacional Checa, la orquesta de la radio de Budapest, y las orquestas sinfónicas de RTVE, Bilbao, Euskadi, Extremadura, Galicia, Comunidad de Madrid, Navarra, Murcia, Principado de Asturias, Sevilla y Córdoba, entre otras.

## Bandas sonoras

### Películas
| Año  | Película                                       | Notas |
| ---- | ---------------------------------------------- | --- |
| 2024 | Mi amigo el pingüino                           | |
| 2023 | Last Call]                                     | Sulmona Film Festival - Mejor Banda Sonora 2023 |
| 2023 | La Ternura                                     | |
| 2023 | La contadora de películas                      | |
| 2022 | Inspector Sun y la maldición de la viuda negra | |
| 2022 | Momias                                         | |
| 2022 | Los renglones torcidos de Dios                 | |
| 2022 | Poderoso Victoria                              | |
| 2022 | El vasco                                       | |
| 2022 | El test                                        | |
| 2020 | Campanadas a muerto                            | |
| 2020 | Ofrenda a la tormenta                          | |
| 2020 | La guerra más larga                            | |
| 2020 | Sergio                                         | |
| 2019 | El silencio de la ciudad blanca                | |
| 2019 | Legado en los huesos                           | |
| 2019 | Lo nunca visto                                 | |
| 2018 | El hijo del acordeonista                       | |
| 2018 | Durante la tormenta                            | |
| 2018 | 70 binladens                                   | |
| 2018 | Superlópez                                     | |
| 2018 | Los Futbolísimos                               | |
| 2018 | Sanctuary                                      | Documental |
| 2018 | Las leyes de la termodinámica                  | |
| 2017 | Que baje Dios y lo vea                         | |
| 2017 | Thi Mai, rumbo a Vietnam                       | |
| 2017 | El secreto de Marrowbone                       | |
| 2017 | Inmersión                                      | |
| 2017 | Deep                                           | |
| 2017 | El guardián invisible                          | |
| 2016 | Ozzy                                           | |
| 2016 | Contratiempo                                   | |
| 2016 | Un monstruo viene a verme                      | Goya a la mejor música original Medalla del CEC a la mejor música original Nominado— Premio Platino a mejor música original                                                                                                |
| 2016 | Zipi y Zape y la isla del capitán              | |
| 2016 | Gernika                                        | |
| 2016 | Orgullo + Prejuicio + Zombis                   | |
| 2015 | La cumbre escarlata                            | |
| 2015 | The propaganda game                            | Documental |
| 2015 | Colonia                                        | |
| 2014 | Out of the dark                                | |
| 2014 | Hércules                                       | |
| 2014 | 321 días en Michigan                           | |
| 2014 | Ocho apellidos vascos                          | Nominado—Premio Goya a la mejor canción original |
| 2013 | The Adventurer: The Curse of the Midas Box     | |
| 2013 | Zipi y Zape y el club de la canica             | |
| 2013 | Los últimos días                               | |
| 2013 | Mamá                                           | |
| 2012 | Uskyld                                         | |
| 2012 | Lo imposible                                   | Nominado—Premio Goya a la mejor música original |
| 2012 | Hijos de las nubes, la última colonia          | Documental |
| 2011 | Babycall                                       | |
| 2011 | Cinco metros cuadrados                         | |
| 2010 | Última sesión                                  | |
| 2010 | La trampa del mal                              | |
| 2010 | Los ojos de Julia                              | |
| 2010 | Lope                                           | Nominado—Medalla del CEC a la mejor música original |
| 2010 | El mal ajeno                                   | |
| 2009 | Spanish Movie                                  | |
| 2009 | Garbo: El espía                                | Documental |
| 2008 | Sexykiller, morirás por ella                   | |
| 2008 | Eskalofrío                                     | |
| 2007 | El orfanato                                    | Medalla del CEC a la mejor música original Premio de la música a Mejor álbum de banda sonora de obra cinematográfica Nominado—Premio Goya a la mejor música original Nominado—Premio de la música Mejor compositor europeo |
| 2007 | Savage Grace                                   | |
| 2007 | La zona                                        | |
| 2006 | El síndrome de Svensson                        | |
| 2006 | Bosque de sombras                              | |

### Series
| Año     | Película                        | Notas |
| ------- | ------------------------------- | ----- |
| 2024    | Invisible (serie de televisión) |       |
| 2022    | Alma                            |       |
| 2021    | El inocente                     |       |
| 2020    | Patria                          |       |
| 2020    | Scott y Milá                    |       |
| 2018-19 | La otra mirada                  |       |
| 2018    | Diablero                        |       |
| 2015-17 | Apaches                         |       |
| 2015    | Aitaren etxea                   |       |
| 2013-14 | Cuéntame un cuento              |       |
| 2010    | Karabudjan                      |       |
| 2009    | Go!azen                         |       |
| 2007    | Gominolas                       |       |

## Obras de concierto (selección)
| Título                                | Notas |
| ------------------------------------- | --- |
| Concierto para violonchelo y orquesta | Grabado en 2020 con Johannes Moser y Euskadiko Orkestra para el sello Pentatone. |
| Humanity At Music                     | Una cantata traducida a varios idiomas y convertida en el himno internacional del cooperativismo. Parte de un proyecto artístico de intercooperación en el que se reúnen disciplinas artísticas como la música, la narrativa, el canto, la ilustración, el bertsolarismo, el teatro y la danza. |
| Concierto para trombón y orquesta     | Grabado por Ximo Vicedo y Euskadiko Orkestra en 2020. |
| Cantata de Estío                      | Grabada en 2020 con Euskadiko Orkestra. |
| Viento del Oeste                      | Obra encargo de la Asociación Española de Orquestas Sinfónicas (AEOS) y la Orquesta Sinfónica de Bilbao (BOS). |
| Gabon dut anunzio                     | Cantata de Navidad, interpretada por la Orquesta Sinfónica de Bilbao y la Sociedad Coral de Bilbao, entre otros. |
| Piano Espressivo                      | Interpretado por la Orquesta Sinfónica de Tenerife y la Orquesta Sinfónica de la Comunidad de Madrid. |

## Premios y nominaciones
27 Festival de Cine de Málaga
| Año  | Categoría    | Obra                      | Resultado |
| ---- | ------------ | ------------------------- | --------- |
| 2024 | Mejor Música | "La Casa" de Álex Montoya | Ganador   |

Premios Grammy Latinos
| Año  | Categoría     | Obra                                                               | Resultado |
| ---- | ------------- | ------------------------------------------------------------------ | --------- |
| 2022 | Mejor arreglo | Canción "El plan maestro". Álbum "Tinta y tiempo" de Jorge Drexler | Ganador   |

Premios Goya
| Año  | Categoría              | Película                  | Resultado |
| ---- | ---------------------- | ------------------------- | --------- |
| 2008 | Mejor música original  | El orfanato               | Nominado  |
| 2013 | Mejor música original  | Lo imposible              | Nominado  |
| 2015 | Mejor canción original | Ocho apellidos vascos     | Nominado  |
| 2017 | Mejor música original  | Un monstruo viene a verme | Ganador   |

Medallas del Círculo de Escritores Cinematográficos
| Año  | Categoría    | Película                       | Resultado |
| ---- | ------------ | ------------------------------ | --------- |
| 2007 | Mejor música | El orfanato                    | Ganador   |
| 2010 | Mejor música | Lope                           | Nominado  |
| 2012 | Mejor música | Lo imposible                   | Nominado  |
| 2017 | Mejor música | Un monstruo viene a verme      | Ganador   |
| 2022 | Mejor música | Los renglones torcidos de Dios | Nominado  |
| 2023 | Mejor música | La contadora de películas      | Nominado  |
| 2024 | Mejor música | La infiltrada                  | Nominado  |

Premios de la Música
| Año  | Categoría                                           | Película    | Resultado |
| ---- | --------------------------------------------------- | ----------- | --------- |
| 2008 | Mejor álbum de banda sonora de obra cinematográfica | El orfanato | Ganador   |

Premios del Cine Europeo
| Año  | Categoría                | Película    | Resultado |
| ---- | ------------------------ | ----------- | --------- |
| 2008 | Mejor compositor europeo | El orfanato | Nominado  |

Sulmona Film Festival
| Año  | Categoría          | Película  | Resultado |
| ---- | ------------------ | --------- | --------- |
| 2023 | Mejor Banda Sonora | Last Call | Ganador   |

Premios Platino
| Año  | Categoría             | Película                 | Resultado |
| ---- | --------------------- | ------------------------ | --------- |
| 2017 | Mejor Música Original | Un Monstruo Vino a Verme | Nominado  |